# Tabliczka przodka

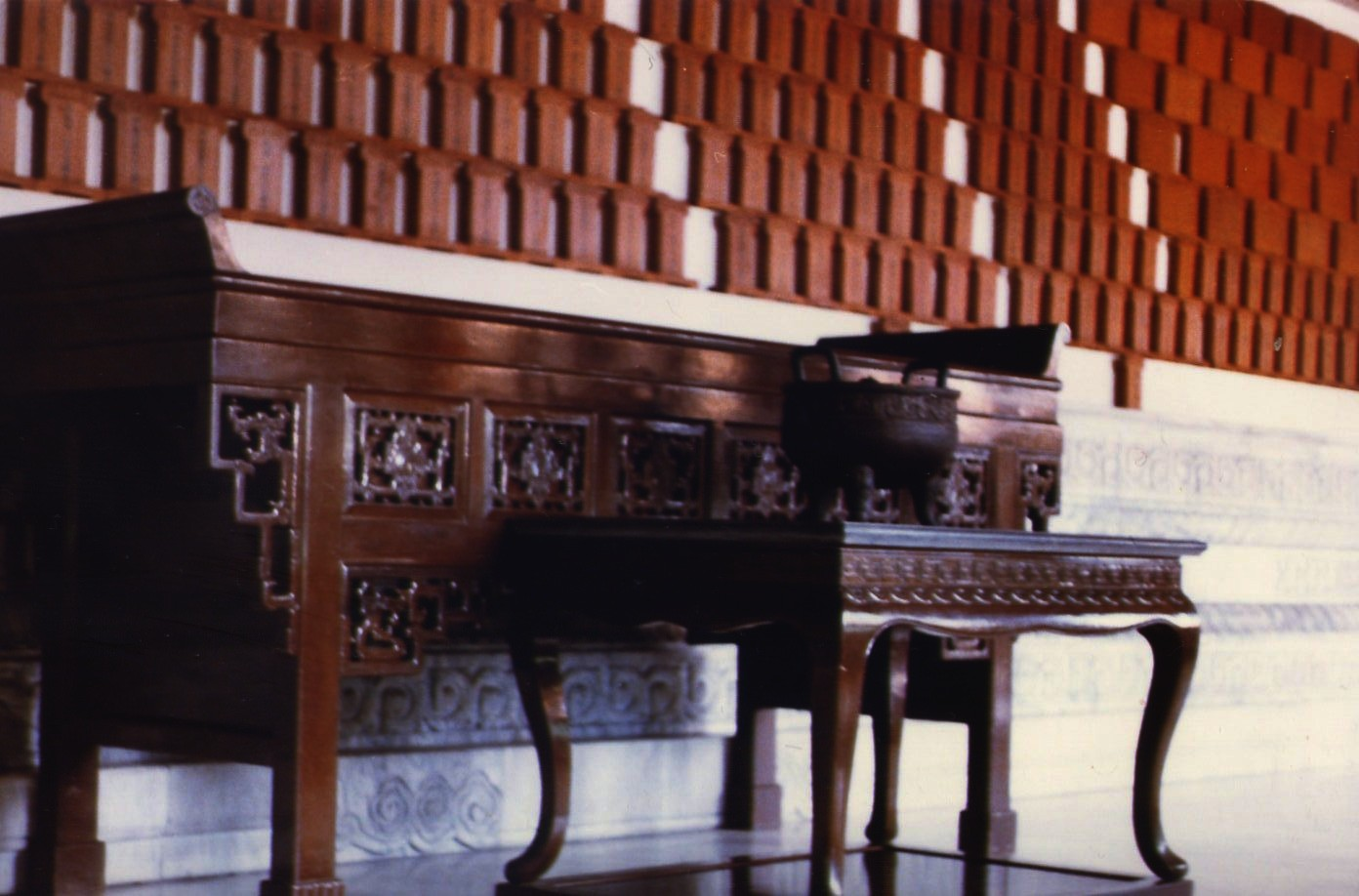
Ołtarz i tabliczki przodków w świątyni Zhonglieci w Tajpej

Tabliczka przodka (chiń. 牌位, páiwèi lub 神位, shénwèi; jap. 位牌, ihai) – w dalekowschodnim kulcie przodków zazwyczaj drewniana deseczka, pokryta czerwoną laką lub lakierowana, o długości ok. 30 cm i szerokości ok. 10 cm, w której po śmierci zamieszkuje dusza zmarłego.
Tabliczki wywodzą się z Chin, a przyjęły się również w innych kulturach Dalekiego Wschodu m.in. w Japonii i Korei.
Aby tabliczka mogła pełnić funkcje kultowe, po jej wykonaniu należało odprawić specjalną ceremonię wprowadzającą do tabliczki duszę zmarłego. Deseczka, na której zapisywano imię zmarłego (czasem również tytuły czy miejsce pochodzenia) umieszczana była na domowym ołtarzyku lub w specjalnej gablocie, zaś w wypadku cesarzy, dygnitarzy i znanych postaci – w świątyniach. Na domowych ołtarzykach tabliczki układano wedle ścisłej hierarchii, w zależności od pozycji zmarłego za życia. W określone dni w roku składano przy nich ofiary, zwracano się również do przodków o pomoc lub radę. Tabliczki przechowywał zawsze najstarszy syn, do którego należało zachowywanie rytuału. Tabliczki kobiet po śmierci ustawiano w domu ich męża. W wypadku gdy kobieta zmarła jako panna, rytuał wymagał, aby dokonać zaślubin zmarłych lub żyjącego ze zmarłą, bądź ustawienie jej (za opłatą) w świątyni; tabliczka nie mogła bowiem pozostać w domu jej własnej rodziny.
Według teorii szwedzkiego sinologa Bernarda Karlgrena, tabliczki przodków wywodzą się z symboli fallicznych. Według innej hipotezy, tabliczki wywodzą się ze stawianych pierwotnie na grobach figurek przedstawiających zmarłych.